# Kisebbrendűségi komplexus
Az individuálpszichológia vezette be a kisebbrendűségi komplexus fogalmát. Eszerint az ember születésétől fogva az egója felsőbbrendűségi érzésétől vezéreltetve arra törekszik, hogy uralkodjon környezetén, és hatalmát afelett erősítse. Természetesen a környezet és a társadalom ezt a dominanciatörekvést szabályozza, illetve elnyomja a szocializációs mechanizmusok által. Ennek a gépnek a hibái: az alacsony társadalmi státusz vagy az eltérő fizikai tulajdonságok miatti lenézés, illetve a nagyfokú mellőzés a gyermekkorban; megbetegítheti a lelket, és az individuumban (egyénben) frusztrációt, kisebbségi érzést kelthet. Az egó ekkor kisebbségi komplexust fejleszt ki magában, amely hamis énképet vetít a tudatba. Így további kudarcokat, sőt pszichoszomatikus betegségeket okozhat. Kompenzációként végletesen egocentrikus (énközpontú) viselkedésre is késztetheti a kisebbségi komplexusos embert, aki ugyanúgy figyelmen kívül hagyja környezetét, ahogy saját magát is mellőzve látta a környezete által.